# Шведа Тетяна Іванівна
Тетя́на Іва́нівна Шве́да (нар. 20 лютого 1974, м. Вінниця) — українська художниця. Член Національної спілки художників України (2023)..

## Біографія
Народилася 20 лютого 1974 року в м. Вінниця. Закінчила Вінницьку художню школу (1989).
В 1989—1991 роках здобувала освіту за фахом «художник-оформлювач» у Вінницькому обласному навчально-виробничому комбінаті. З 1991 до 2018 року працювала у ВД УДППЗ «Укрпошта». У 2020—2022 роках — в Fozzy Group.

Живе у Вінниці.

## Творчість
Працює в галузі станкового живопису.

Основні роботи олійними фарбами на полотні: «Маки» (2017), «Вінницький джаз» (2018), «Таємниця смарагдового саду» (2018), «Нарциси» (2022), «Долина Блю-Мускатель» (2022).

Бере участь у колективних виставках з 2018 року.